# Corinna Tsopei
Kiriaki Corinna Tsopei (grego: Κυριακή Κορίνα Τσοπέη, Atenas, 21 de Junho de 1944) é uma atriz e rainha da beleza grega, eleita Miss Grécia e Miss Universo 1964.
Filha de um major do exército grego, na chegada a Miami Beach, local do concurso, ela foi logo considerada uma das duas favoritas à coroa, junto com Miss Israel, Ronit Rechtman. Na opinião de Ieda Maria Vargas, a Miss Universo então reinante, Corinna seria sua sucessora. Ao final, depois da escolha das Top 5, Grécia, Inglaterra, Israel, Taiwan e Suécia, Corinna foi coroada como a primeira Miss Universo da Grécia, sendo a única até hoje, recebendo cinco dos nove votos do júri para o primeiro lugar.
No livro The World of Miss Universe, a autora Anamaria Cumba menciona que ela teve um pulmão removido anteriormente, o que nunca a impediu, com cuidados especiais, de realizar suas atividades durante o reinado. Poucos meses antes do concurso, Corinna foi abordada por uma cartomante em Atenas que leu a palma de sua mão e previu: "Você será escolhida como a mais bela mulher do mundo". O fato foi tornado público depois de sua vitória no Miss Universo - e confirmado por Corinna - por um jornalista americano do Kansas que estava presente em Atenas na ocasião.

## Cinema e televisão
Em 1965, depois de passar a coroa à sua sucessora, Apasra Hongsakula, da Tailândia, Corinna permaneceu nos EUA, radicada em Los Angeles, em busca de uma carreira como atriz cinematográfica. Seu tipo exótico de cabelos e olhos negros e medidas 90-60-90 chamavam a atenção e ela matriculou-se na escola de atores e fábrica de estrelas da Twentieth Century Fox, onde enfrentou um clima de grande rivalidade. Se as alunas aspirantes a estrelas tinham grande beleza e apelo sensual, lhes faltava talento.
Em 1967, após o fim do curso na Fox, ela conseguiu dois pequenos papéis, na série de televisão Perdidos no Espaço e no filme O Vale das Bonecas, mas personagens quase figurativos. Sua melhor chance veio ao final do ano, convidada para trabalhar com Richard Harris e Doris Day  na comédia de detetives Caprice. Infelizmente para ela, o filme foi um fracasso de público e critica e seu papel tão editado que ela aparece apenas por alguns segundos como uma go-go girl. Depois de contínuas pequenas participações em filmes de pouco sucesso nos anos seguintes, Corinna finalmente conseguiu um papel que a tornaria conhecida internacionalmente como atriz. Junto com Harris, com quem já tinha feito Caprice, ela participou do sucesso Um Homem Chamado Cavalo, em 1970, como a índia sioux por quem o personagem principal se apaixona, "Running Deer". Este foi, entretanto, o máximo que conseguiu como atriz de Hollywood. Quatro anos depois, faria seu último filme, Psihi kai sarka, um filme grego rodado em seu país natal.
Em 1979, ela voltou a ter contato próximo com o Miss Universo, ao ser uma das comentaristas e madrinhas da edição daquele ano, junto com a Miss Universo 1967, Sylvia Hitchcock. Anos depois, Corinna passou a dirigir uma entidade de assistência a crianças portadoras de leucemia. 